# Luis Blesa y Prats
Luis Blesa y Prats (Valencia, 18 de junio de 1875-ca. 1934) fue un pintor español de la primera mitad del siglo xx. Realizó sus estudios en su ciudad natal, llegando a ser profesor de la Real Academia de Bellas Artes de San Carlos. Especializado en motivos religiosos e históricos, participó de forma habitual en los concursos y certámenes de la época, consiguiendo una mención honorífica en la Exposición Nacional de Bellas Artes de 1897 y una tercera medalla en la edición de 1910.
En 1932 fue uno de los pintores que colaboran con Manuel Bartolomé Cossío en el "Museo circulante" o "Museo del pueblo" de las Misiones Pedagógicas, junto a Ismael González de la Serna, Cándido Fernández Mazas o Eduardo Vicente, coordinados por Ramón Gaya en la tarea de copistas de obras singulares. Blesa hizo una copia del cuadro de Francisco de Zurbarán Un fraile mercedario, entonces en la Real Academia de Bellas Artes de San Fernando y conservado en el Instituto Ramiro de Maeztu, de Madrid.

## Obras
El Museo del Prado conserva Santificar las fiestas, óleo sobre lienzo de 143 x 245 cm, firmado en 1910.